# Курівська сільська рада (Городоцький район)
Курі́вська сільська́ ра́да — адміністративно-територіальна одиниця та орган місцевого самоврядування в Городоцькому районі Хмельницької області. Адміністративний центр — село Курівка.

## Загальні відомості
Курівська сільська рада утворена в 1921 році.
- Територія ради: 27,864 км²
- Населення ради: 749 осіб (станом на 2001 рік)
- Територією ради протікає річка Ошука

## Населені пункти
Сільській раді підпорядковані населені пункти:
- с. Курівка
- с. Жаглівка
- с. Мартинківці
- с. Тарасівка

## Склад ради
Рада складалася з 12 депутатів та голови.
- Голова ради: Гензера Микола Станіславович
- Секретар ради: Вознюк-Ковальчук Павло Федорович

### Керівний склад попередніх скликань
| Прізвище, ім'я, по батькові  | Основні відомості                                                 | Дата обрання | Дата звільнення |
| ---------------------------- | ----------------------------------------------------------------- | ------------ | --------------- |
| Гензера Микола Станіславович | Сільський голова, 1984 року народження, освіта вища, безпартійний | 26.03.2006   | 31.10.2010      |
| Гензера Микола Станіславович | Сільський голова, 1984 року народження, освіта вища, безпартійний | 31.10.2010   |                 |

Примітка: таблиця складена за даними сайту Верховної Ради України

### Депутати
За результатами місцевих виборів 2010 року депутатами ради стали:

#### За суб'єктами висування
| Суб'єкт висування | Кількість обраних депутатів | %    |
| ----------------- | --------------------------- | ---- |
| Партія регіонів   | 5                           | 41,7 |
| Народна партія    | 4                           | 33,3 |
| Самовисування     | 3                           | 25   |

#### За округами
| № округу        | Прізвище, ім'я, по батькові      | Дата визнання обраним | Освіта  | Партійна приналежність | Відомості про обраного депутата                       |
| --------------- | -------------------------------- | --------------------- | ------- | ---------------------- | ----------------------------------------------------- |
| Народна Партія  |                                  |                       |         |                        |                                                       |
| 1               | Цесак Тетяна Леонідівна          | 05.11.2010            | середня | позапартійна           | ТОВ «Хвиля Збруча», бухгалтер                         |
| 6               | Фігель Олександр Михайлович      | 05.11.2010            | середня | позапартійний          | тимчасово не працює                                   |
| 7               | Мулик Сергій Васильович          | 05.11.2010            | середня | позапартійний          | Курівська загальноосвітня школа І-ІІІ ст., вчитель    |
| 8               | Бочуля Оксана Миколаївна         | 05.11.2010            | середня | позапартійна           | Курівський фельдшерсько-акушерський пункт, фельдшер   |
| Партія регіонів |                                  |                       |         |                        |                                                       |
| 2               | Розквас Петро Петрович           | 05.11.2010            | середня | позапартійний          | ТОВ ЛОК «Лазурний», завгосп                           |
| 3               | Нагурна Людмила Владиславівна    | 05.11.2010            | середня | позапартійна           | тимчасово не працює                                   |
| 9               | Дзюрман Микола Миколайович       | 05.11.2010            | середня | позапартійний          | ТОВ «Хвиля Збруча», головний інженер                  |
| 11              | Котнюк Алла Миколаївна           | 05.11.2010            | середня | позапартійна           | Тарасівський фельдшерсько-акушерський пункт, фельдшер |
| 12              | Мергут Олена Василівна           | 05.11.2010            | середня | позапартійна           | Курівське відділення зв'язку, листоноша               |
| Самовисування   |                                  |                       |         |                        |                                                       |
| 4               | Вознюк-Ковальчук Павло Федорович | 05.11.2010            | вища    | позапартійний          | Курівська загальноосвітня школа І-ІІІ ст., директор   |
| 5               | Пенкаль Ганна Гнатівна           | 05.11.2010            | вища    | позапартійна           | Курівська сільська рада, секретар                     |
| 10              | Мишко Галина Миколаївна          | 05.11.2010            | вища    | позапартійна           | Курівська сільська рада, головний бухгалтер           |